# الجملونات الخضراء
الجملونات الخضراء هو اسم مزرعة في القرن ال19 فيكافنديش بجزيرة الأمير إدوارد ،وتعد واحدا من المعالم الأدبية الأبرز في كندا.ولغويا الجَمَلُون: هو الجزء الأعلى مثلّث الشكل من المنزل، المتشكّل من سطحين مائلين.
والجملونات الخضراء هو اسم البيت الذي تجري فيه أحداث رواية آن في الجملونات الخضراء ، للكاتبة الكنديّة لوسي مود مونتغري .

## رواية آن في الجملونات الخضراء
في قرية أفونلي التابعة لجزيرة الأمير ادوارد في كندا، كانت تعيش عائلة كاثبرت، المكوّنة من ماثيو وماريلا الأخوين العانِسَين اللذين رغبا باحضارولد لكي يؤنس وحدتهما، وليساعدهما في أعمال المزرعة. لكنّ خطأً ما، يجعل الولد المطلوب بنتاً، وبعد أخذٍ وردّ، يقرران تبنيها، لتبدأ حياة آن شيرلي كاثبرت في منزل الجملونات الخضراء؛ منزل آل كاثبرت. الرواية تعرض حياة آن من اليفاعة إلى المراهقة، وبداية النضوج. تبدو الحكاية للوهلة الأولى من النّمط العادي البسيط إذ تأخذ المسار الصاعد للزمن في عرض الأحداث، لكنّ التفاصيل التي لعبت عليها الكاتبة بحرفيّة، على درجة كبيرة من الأهميّة.
رواية الجملونات الخضراء هي رواية تربوية بامتياز لذضعتها كثير من الدول مثل اليابان في مناهجها التعليمية.